# Аша махала (Кукушко)
Аша махала, още Аша махале или Долна махала (на гръцки: Ασσά Μαχαλέ), е историческо село в Република Гърция, разположено на територията на дем Кукуш, област Централна Македония.

## География
Селото е било разположено на около 4 km източно от Чидемли (Метаморфоси) и на 5 km югозападно от Владая (Акритас).

## История

### В Османската империя
В XIX век Аша махала е турско село в Авретхисарската каза на Османската империя. Според „Етнография на вилаетите Адрианопол, Монастир и Салоника“, издадена в Константинопол в 1878 година и отразяваща статистиката на населението от 1873 година, в Долна махала (Dolna-Mahala) има 10 домакинства и 38 жители помаци.

### Гърция
В 1913 година след Междусъюзническата война селото попада в Гърция. Разорено е през Балканските войни. В преброяванията от 1913 и 1920 година се води като напуснато село и след това е закрито. Боривое Милоевич пише в 1921 година („Южна Македония“), че Долна махала (Долна Махала) има 15 къщи турци. Турското му население се изселва в Турция в 1924 година и селото не е възобновено.
| Година    | 1913 | 1920 | 1928 | 1940 | 1951 | 1961 | 1971 | 1981 | 1991 | 2001 | 2011 | 2021 |
| --------- | ---- | ---- | ---- | ---- | ---- | ---- | ---- | ---- | ---- | ---- | ---- | ---- |
| Население | 0    | 0    |      |      |      |      |      |      |      |      |      |      |